# Kiwoom Heroes
O Kiwoom Heroes é um clube profissional de beisebol sul-coreano sediado em Seul, Coreia do Sul. A equipe disputa a KBO League.

## História
Foi fundado em 2008.